# ドリュゼナイム
ドリュゼナイム （Drusenheim）は、フランス、グラン・テスト地域圏、バ＝ラン県のコミューン。

## 地理
ストラスブール＝ローターブール間の鉄道路線沿い、ライン川沿いにある小さなまちである。
ドリュゼナイムはフェリーでライン川対岸のドイツのまちグレフェルンと往来ができる。

## 歴史
現在のドリュゼナイムのまちの位置は、ローマ時代に大ドルススが築かせた砦のあったところである。今日の地名は大ドルスス（Drusus）からきている。1570年からドリュゼナイムはハーナウ・リヒテンベルク家の支配下に入った。三十年戦争によってほぼ住民がいなくなり、フランスに併合後、ロレーヌ人、スイス人、ドイツ人が新たに定住した。ドリュゼナイムの砦は、1705年に指揮を取った軍の建築技師ジャン・マクシミリアン・ヴェルシュの手によって強化された。
第二次世界大戦が始まると、アルザスの多くのまちがそうであったように、ドリュゼナイム住民は戦禍を避けるためリムーザンのサン＝レオナール＝ド＝ノブラへ避難した。フランスがドイツに降伏すると、住民の帰還が進められた。1942年にはドリュゼナイムの男性住民がドイツ国防軍への配属を強制された。1944年12月にはアメリカ陸軍がドリュゼナイムに達し、ノルトヴィント作戦でドイツ軍と交戦した。しかしドイツ軍が反撃に転じ2ヶ月あまりまちを占領しているあいだに、まちはほぼ破壊され尽くした。

## 人口統計
| 1962年 | 1968年 | 1975年 | 1982年 | 1990年 | 1999年 | 2006年 |
| ------ | ------ | ------ | ------ | ------ | ------ | ------ |
| 2907   | 3335   | 3827   | 4309   | 4363   | 4723   | 5046   |

参照元:EhessとINSEE

## 出身者
- ロラン・ヴァーグナー - 元サッカー選手